# Maria Teresa Ruta
Maria Teresa Ruta (née à Turin le 23 avril 1960) est une showgirl et présentatrice de télévision italienne.

## Biographie
Maria Teresa Ruta est née à Turin en 1960. En 1977, âgée de dix-sept ans, elle remporte le concours de beauté Miss Muretto et commence à jouer au théâtre.
En 1981, elle fait ses débuts à la télévision nationale en tant que showgirl pour la RAI dans des émissions telles que Signorine grandi ferme avec Carmen Russo, puis devient présentatrice sportive de 1986 à 1991 dans La Domenica Sportiva aux côtés de Sandro Ciotti. De 1989 à 1994, elle présente le concours de chansons pour enfants Zecchino d'Oro aux côtés de Cino Tortorella. En 1992, 1993 et 1997, elle présente Jeux sans frontières. De 1994 à 1996, elle présente l'émission matinale italienne Unomattina, et le jeu télévisé Sala Giochi.
En 2000, avec Antonella Clerici et Gianfranco Funari, elle anime le talk-show A tu per tu sur Mediaset, puis remplace Iva Zanicchi en tant que présentatrice du jeu télévisé OK, Il Prezzo è Giusto!, la version italienne de The Price Is Right.
En 2004, elle participe à la première édition de l'émission de téléréalité L'Isola dei Famosi, terminant à la sixième place. En septembre 2018, elle participe et remporte, avec Patrizia Rossetti, la septième saison de Pechino Express, la version italienne diffusée sur Rai 2 de l'émission de téléréalité internationale Pékin Express. À partir de septembre 2020, elle participe en tant que candidate à l'émission de télé-réalité Grande Fratello VIP.
En 1987, elle épouse le journaliste Amedeo Goria, avec qui elle a deux enfants : Guendalina Goria et Gianamedeo Goria. Le couple s'est séparé en 1999 et a divorcé en 2004. Depuis 2006, Maria Teresa Ruta a une relation avec le physiothérapeute Roberto Zappulla, qu'elle a épousé en 2015.

## Télévision
- Buonasera con Aldo e Carlo Giuffrè (Rete 2, 1981)
- Signorine grandi firme (Rete 3, 1981)
- Musicomio (Rete 3, 1981–1982)
- Gransimpatico (Rai 2, 1983)
- Chewing gum show (Rai 2, 1983)
- Fresco fresco (Rai 1, 1983)
- Caccia al 13 (Rete 4, 1983–1984)
- Sereno Variabile (Rai 2, 1984–1985)
- Calcissimo (Rai 2, 1985)
- Ventimiglia, canzoni tra i fiori (Rai 1, 1985)
- Castrocaro Music Festival (Rai 1, 1985)
- Italia mia (Rai 1, 1986)
- Una canzone per Miss Mondo (Rai 1, 1986)
- Italia sera (Rai 1, 1986–1987)
- La Domenica Sportiva (Rai 1, 1986–1991)
- Le stelle dell'Orsa (Rai 1, 1987)
- Carnevale di Viareggio (Rai 1, 1987)
- A volo d'uccello (Rai 2, 1988)
- Porto Matto(Rai 1, 1988)
- La festa della mamma (Rai 1, 1989)
- Zecchino d'Oro (Rai 1, 1989-1994)
- Hanna e Barbera - 50 anni di carriera (Rai 1, 1989)
- Mare Nostrum - Insieme per l'ambiente (Rai 1, 1989)
- La modella per l'arte (Rai 1, 1990)
- San Valentino - Un anno d'amore (Rai 1, 1990)
- Top '90 (Rai 1, 1990)
- Speciale Sabato dello Zecchino - Libri, televisione e fantasia (Rai 1, 1990)
- Italia...primo amore (Rai 1, 1990)
- Un'estate italiana (Rai 1, 1990)
- Vota la voce (Canale 5, 1990)
- Telethon (Rai 1, 1990-1994)
- Dai lieti calici (Rai 1, 1990)
- 4ª rassegna cinematografica Sangineto (Rai 1, 1991)
- Ciao Italia (Rai 1, 1991)
- Il Processo del Lunedì (Rai 3, 1991-1992)
- Questa pazza pazza neve (Rai 1, 1991-1992)
- Miss Italia (Rai 1, 1991) – Reporter
- Scommettiamo che...? (Rai 1, 1992)
- Giochi senza frontiere (Rai 1, 1992-1993, 1997)
- La grande corsa (Rai 1, 1992)
- Scarpetta d'oro (Rai 2, 1992)
- La notte delle streghe (Rai 1, 1993)
- Trofeo del mare - 3º Primatist Trophy (Rai 2, 1993)
- Uno per tutti (Rai 1, 1993-1994)
- DisneyTime (Rai 1, 1993-1994)
- DisneyTime - Natale con Paperino (Rai 1, 1993)
- Incontri del Mediterraneo (Cinquestelle, 1994)
- 2º Premio giornalistico Pietro Aretino (Rai 1, 1994)
- Canzoni di Primavera - Speciale La Banda dello Zecchino (Rai 1, 1994)
- Tengo famiglia (Odeon 24, 1994)
- Unomattina Estate (Rai 1, 1994, 1995)
- VerdeMattina (Rai 1, 1994)
- Venerdibattito (Rai 1, 1994)
- I Remigini - Speciale La Banda dello Zecchino (Rai 1, 1994)
- Un bambino, una vita (TMC, 1994)
- Sala giochi (Rai 1, 1995)
- Pronto? Sala giochi (Rai 1, 1995-1996)
- Unomattina (Rai 1, 1996)
- Di che segno siamo? - Speciale Unomattina (Rai 1, 1996)
- Giostra di Capodanno (Rai International, 1996)
- Festival di Primavera (Rai 1, 1997)
- Note di Natale (TMC, 1997)
- Vivere bene (Canale 5, 1997-1998)
- Vivere bene - Salute (Canale 5, 1998-1999)
- Vivere bene Estate (Canale 5, 1998)
- Vivere bene - Speciale Medicina (Canale 5, 1998-1999)
- Vivere bene Magazine (Canale 5, 1998-1999)
- Vivere bene con noi (Canale 5, 1999)
- A tu per tu (Canale 5, 2000)
- OK, Il Prezzo è Giusto! (Rete 4, 2000-2001)
- Bravo bravissimo club (Rete 4, 2001-2002)
- Goal Show (Tele A, 2002)
- Quelli che... il Calcio (Rai 2, 2002-2003) – Reporter
- TG Salute (Odeon 24, 2003)
- Unomattina Estate Sabato e domenica (Rai 1, 2003)
- L'Isola dei Famosi (Rai 2, 2003) – Contestant
- Estate sul 2 (Rai 2, 2004)
- Il Circo per l'Estate (Rete 4, 2005)
- Pomeriggio Cinque (Canale 5, from 2008) - Columnist
- Domenica Win (Betting Channel, 2008-2009)
- Talk show e rubriche (Vero Capri, 2012-2013) - Columnist
- Missione relitti (Acqua, 2014-2018)
- Pechino Express (Rai 2, 2018) – Contestant, Winner
- Detto fatto (Rai 2, from 2019) - Columnist
- Chef per Passione (TeleNord, 2019-2020)
- Grande Fratello VIP 5 (Canale 5, 2020-2021) – Contestant

## Filmographie partielle
- Samedi, dimanche et vendredi, réalisé par Sergio Martino (1979)
- La moglie in vacanza... l'amante in città, réalisé par Sergio Martino (1980)
- Sciopèn, réalisé par Luciano Odorisio (1982)
- Giorno dopo giorno - feuilleton télévisé, (1982)
- Il volo di Teo, réalisé par Walter Santesso (1991)
- Un inviato molto speciale, réalisé par Vittorio De Sisti - Série télévisée, épisode 1x04 (1991)
- Un posto al sole – feuilleton télévisé, (2002)